# Beckum (Stadland)
Beckum ist ein Ortsteil (Bauerschaft) von Rodenkirchen in der Gemeinde Stadland im Landkreis Wesermarsch.

## Ortsteile
Die Bauerschaft Beckum bestand 1815 aus den Ortsteilen: Niederbeckum, Hiddingen, Düddingen, Oberdeich, Burg-Canzlei, Edschenburg, Hoben, Hayenwärf und Brunswarden. Im Jahr 1855 kamen die Ortsteile Mittenfelde, Freienfelde und Binnenau dazu, Burg-Kanzlei wird nun Alte Kanzlei genannt.

## Geschichte
Die erste Erwähnung Beckums ist 1220, als ein Zeuge namens „Thibrandus de Bekem“ in einem Vertrag zwischen Rüstringen und der Stadt Bremen erwähnt wird. Es gibt einen Bauerbrief aus dem Jahr 1715, er war Ersatz für einen verlorenen alten Bauerbrief. Der Häuptling Dide Lubben habe der Sage nach in Düddingen seinen Wohnsitz gehabt, belegbar ist dies nicht. Jedoch lebte Conrad Wierichs einige Jahre in Beckum, der eine Schrift über Ostfriesland im Mittelalter verfasste („Versuch einiger Anmerkungen über den Staat von Friesland mittlerer Zeiten“, Oldenburg 1741). Das ehemalige Lehngut Hiddingen wurde 1844 in eine von der Kammer verpachtete Domäne umgeändert. Im Jahr 1574 wurde das Lehngut Alte Kanzlei bzw. Hobenhausen von Graf Johann VII. durch Eindeichung gewonnen und seinem Kanzler Franz von Halle geschenkt. Es wurde im Jahr 1789, nachdem es einige Male den Besitzer gewechselt hatte, zum Herrschaftlichen Allodialland. Alte Kanzlei befindet sich auf dem Alten Hoben, einem 1573 eingedeichten Teil des Überschwemmungsgebietes des Lockfleht. Genau wie Alte Kanzlei gehörte auch Binnenau anfänglich zu ortsfremden Adelspersonen.
Die Gründung einer Nebenschule in Edschenburg ist für 1652/53 überliefert, sie bekam 1664 ein eigenes Gebäude. Im Jahr 1819 wurde das Schulgebäude neu eingerichtet. Die einklassige Schule wurde 1912 nach Hayenwärf verlegt.

### Beckumer Siel
Der erste Nachweis für das Beckumer Siel ist 1646. Im Jahr 1844 gab es hier zwei Feuerstellen und 13 Einwohner, sie gehörten zur Bauerschaft Hartwarden. Im Jahr 1708, 1896 wurde das Siel neu gebaut. 1979 wurde das Siel stillgelegt. Die Beckumer Sielacht mit der Satzung von 1939 wurde 1964 in die Stadlander Sielacht integriert.

## Demographie
| Jahr    | Einwohner |
| ------- | --------- |
| 1675    | 50        |
| 1769    | 369       |
| 1781/83 | 358       |
| 1815    | 393       |
| 1855    | 353       |
| 1925    | 132       |
| 1939    | 126       |
| 1950    | 159       |
| 1961    | 108       |
| 1970    | 83        |

## Personen
- Alma Rogge (1894–1969), Schriftstellerin geboren in Brunswarden[1]
- Johann Hoddersen, Pastor der die meisten Bücher der Bibel nach Luther von 1523–1533 ins Niederdeutsche übersetzte[3] (Qikisource)
- Conrad Wierichs, Historiker
- Franz von Halle, Kanzler des Oldenburger Grafen Johann VII. mit dem Gut Alte Kanzlei[1]